# 은하 2호
은하 2호는 조선민주주의인민공화국(북한)이 2009년 4월 5일 오전 11시 30분경에 발사한 로켓으로 실험용 통신위성 광명성 2호를 탑재하였다. 북한 당국은 미사일이 아니라 우주발사체(SLV: Space Launch Vehicle)이라고 주장하지만 대한민국 등 대부분의 국가에서는 미사일인 대포동 2호를 발사한다고 주장하였다.

## 대포동 2호
조선민주주의인민공화국의 우주발사체 발사대는 함경북도 무수단리에 있는 동해 위성 발사장이다. 예전 지명으로는 대포동이어서, 서방에서는 대포동에서 발사된 미사일 첫 번째 모델이라는 의미로 대포동 1호, 대포동 2호 식으로 명명하고 있다. 1998년 대포동 1호를 발사했고, 2006년 다른 외양의 대포동 2호를 발사했는데, 2009년에 발사하는 것도 대포동 2호와 비슷하게 생겼다고 해서 많은 언론에서는 대포동 2호 미사일을 재발사한다고 보도했다. 일부 언론에서는 대포동 3호가 발사된다고도 보도했다.
- 대포동 2호, 2006년 7월 5일, 1차 발사
- 은하 2호, 2009년 4월 5일, 2차 발사
- 은하 3호, 2012년 4월 13일, 3차 발사, 실패
- 은하 3호, 2012년 12월 12일, 4차 발사
- 광명성호, 2016년 2월 7일, 5차 발사

## 우주조약 가입
국제사회는 조선민주주의인민공화국이 핵탄두 탑재용 대륙간 탄도 미사일(ICBM)을 발사할 것이라는 우려를 표명하여 왔다. 이에 대해 조선민주주의인민공화국은 이번 로켓이 미사일이 아니라 우주발사체라고 주장하면서, 3월 6일에 외기권조약을 가입했고, 3월 10일에 외기권에 발사된 물체의 등록에 관한 협약을 가입했다.

## 같이 보기
- 광명성 1호
- 광명성 2호